# کنسرتو د آرانخوئز

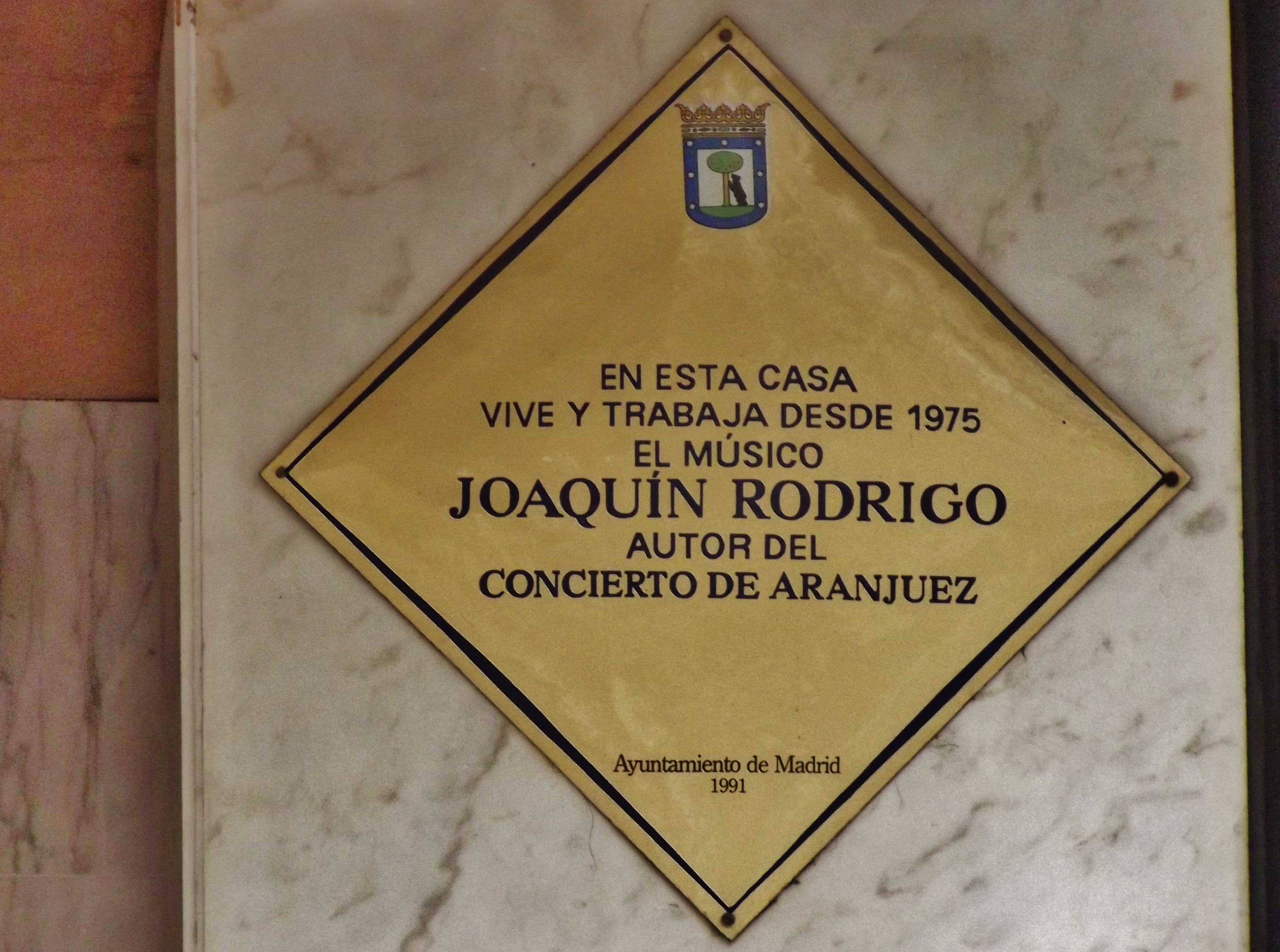
خواکین رودریگو، موسیقیدان و نویسنده‌ی کنسرت آرانخوئز (Concierto de Aranjuez، مادرید)، از سال ۱۹۷۵ در این خانه زندگی و کار کرده است.

کُنسِرتو د آرانخوئز (به اسپانیایی: Concierto de Aranjuez) یکی از تصنیفات عامه پسند در جهان موسیقی است که برای اجرای ارکسترال با محوریت ساز گیتار نوشته شده‌است.. آهنگساز این اثر هنرمند «خواکین رودریگو» اهل اسپانیا است.
این کنسرتو اشاره به شهرک «آرانخوئز» (۵۰ کیلومتری جنوب مادرید) زادگاه آهنگساز آن دارد. برخی بر این باورند که این اثر بیان‌گر احساس درونی آهنگساز از جنگ داخلی اسپانیا است. آرانخوئز با الهام از آوازهای کهن اسپانیا آفریده شده‌است.
این اثر در سه بخش ساخته شده ولی موومان یا بخش دوم آن که در واقع گفتگوی پُرمعنایی است بین گیتار و ارکستر، شهرت بیشتری پیدا کرده‌است. همین بخش توسط ژان کریستین میشل، بازسازی شده‌است.
کنسرتو آرانخوئز بارها توسط نوازندگان بنام گیتار کلاسیک همچون جان ویلیامز، پپه رومرو، نارسیسو یپز، جولیان بریم، آنخل رومرو و نوازنده برجسته فلامنکو پاکو دلوسیا… اجرا شده‌است. اولین اجرای جهانی کنسرتو آرانخوئز برای گیتار و ارکستر در اسپانیا بود (سال ۱۹۴۰ پس از خاتمه جنگهای داخلی اسپانیا)؛ در سال ۱۹۵۲ به صورت باله هم اجرا شد.
در سال ۱۹۶۷ ریچارد آنتونی، خوانندهٔ مشهور فرانسوی Aranjuez Mon Amour (آرانخوئز، عشق من) را که چکامهٔ آن از «گ.آ. بونتیملی» است، اجرا کرد.
آرانخوئز ای سرزمین رؤیاها و عشق‌ها
جایی که فواره‌های زلال افسانه‌ای تو درگوش رُزها نجوا می‌کردند؛ امروز جز برگ‌های پژمرده‌ای که با نسیم باد از این سو به آن سو می‌روند چیزی باقی نمانده‌است.
آرانخوئز تو یادآور عشقی هستی که یکباره شروع کردیم و بی‌خود از آن دست کشیدیم. عشقی که شاید هنوز در غروبی، نسیمی یا گلی، پنهان و در انتظار بازگشت دوباره توست…
از این آهنگ اجراهای مختلفی وجود دارد که از میان آن‌ها می‌توان به اجرای آندره بوچلی، نانا موسکوری، دمیس روسس، پلاسیدو دومینگو، خوزه کاره‌راس، زامفیر آهنگساز رومانیایی، دالیدا، خوزه فلیسیانو، فابریتزیو دِ آندره، آریل دومبال، کاترین جنکینز، فاستو پاپتی، آمالیا رودریگز، پاکو د لوسیا، سارا برایتمن و… اشاره کرد.